# Zita Gurmai
Dans le nom hongrois Gurmai Zita, le nom de famille précède le prénom, mais cet article utilise l’ordre habituel en français Zita Gurmai, où le prénom précède le nom.
Zita Gurmai, née le 1er juin 1965 à Budapest, est une femme politique hongroise.

## Biographie
En 1991 elle obtient un doctorat de l'université des sciences économiques Karl-Marx de Budapest, où elle a fait ses études supérieures.
Elle a été élue députée européenne en 2004 sous les couleurs du Parti socialiste hongrois, parti membre du Parti socialiste européen. 
Présidente du PSE Femmes depuis 2004, elle a été nommée secrétaire nationale chargée des droits des femmes du Parti socialiste français par Martine Aubry en décembre 2008.